# 丹波層群
丹波層群（たんばそうぐん、英: Tamba group）とは、兵庫県篠山盆地周辺や神戸市の一部、大阪府北部の豊能郡から高槻市周辺、京都府および以東にかけて分布している地層であり、中生代ジュラ紀（2億〜1億4000万年前）にかけて形成された付加体である。全層厚は約9000mである。
丹波層群を基盤とする地域は地質学（地体構造）では丹波帯（たんばたい）と呼ばれ、西南日本内帯に属し、東に続く美濃帯と合わせて美濃-丹波帯と分類されることもある。